# 378.
◄ | 3. stoljeće | 4. stoljeće | 5. stoljeće | ►
◄ | 340-ih | 350-ih | 360-ih | 370-ih | 380-ih | 390-ih | 400-ih | ►
◄◄ | ◄ | 375. | 376. | 377. | 378. | 379. | 380. | 381. | ► | ►►
Astronomija • Književnost • Kršćanstvo

## Događaji
- 9. kolovoza – Bitka kod Hadrijanopola: Vizigoti su pobijedili veliku rimsku vojsku pod vodstvom cara Valensa koji je poginuo zajedno s 2/3 svojih trupa; carem postaje Teodozije I.

## Smrti
- 9. kolovoza – Valens, rimski car (* 328.)

## Vanjske poveznice
|  | Zajednički poslužitelj ima još gradiva o temi 378. |